# Pilocosta erythrophylla
Pilocosta erythrophylla är en tvåhjärtbladig växtart som först beskrevs av Henry Allan Gleason, och fick sitt nu gällande namn av Frank Almeda och Whiffin. Pilocosta erythrophylla ingår i släktet Pilocosta och familjen Melastomataceae. Inga underarter finns listade i Catalogue of Life.